# Reawla
Reawla är en by i Cornwall distrikt i Cornwall grevskap i England. Byn är belägen 24,2 km 
från Truro. Orten har 1 031 invånare (2015).